# スコットランド常識学派

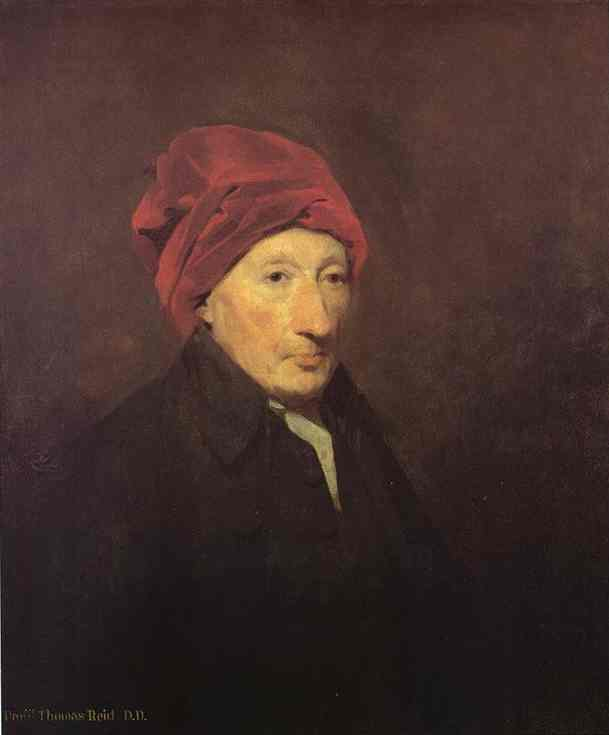
スコットランド常識学派の提唱者、トマス・リード

スコットランド常識学派（スコットランドじょうしきがくは、英: Scottish School of Common Sense）は、18世紀から19世紀にかけてスコットランドで形成された哲学の学派である。主にデイヴィッド・ヒュームの懐疑主義への応答として始まり、イギリス経験論とも大陸合理論とも異なるスコットランド独自の思想を形成した。「常識」という語に語弊があるので、しばしば「コモン・センス学派」とも呼ばれる。

## 概要
スコットランド常識学派とはヒュームの主張した印象と観念を媒介とした認識論に対抗し、正当な知識の根拠を我々の「常識（コモン・センス）」に訴えるという思想であり、トマス・リードに代表される哲学の学派である。他にもアメリカ建国の父、トーマス・ジェファーソンの著書や18世紀後半のアメリカの政治哲学に強い影響を与えたことで知られる。
常識学派の代表的な人物と目される者はリードの他に、ケイムズ卿ヘンリー・ヒューム、ジョージ・キャンベル、ジェームズ・ビーティー、ジェームズ・オズワルド、デュガルド・ステュアート、ウィリアム・ハミルトンなどがいる。
18世紀中盤以降のスコットランド啓蒙思想の本流とでも呼ぶべき学派であり、「道徳哲学」としての古典派経済学の形成を育んだが、本項では基本的に個々の政治経済学説には踏み込まない。

## 歴史

### 常識学派の形成と「アバディーン哲学協会」
スコットランド常識学派は当初はアバディーン大学で、次にグラスゴー大学、そして最後にエディンバラ大学において発展を遂げることになる。
前述の通り、「常識学派」形成の最大の原因となったのはデイヴィッド・ヒュームの『人間本性論』(1739-40)や、それに続く『人間知性研究』(1747)である。ヒュームの『人間本性論』は出版当時から宗教的保守層から強烈な批判を受けていたのだが、一方でスコットランドの思想界に重大な影響を与えた。後に常識学派の代表的人物と見なされるトマス・リードもまた、ヒュームの衝撃を受けた一人であった。アバディーン大学マーシャル・カレッジでジョージ･ターンブル等からバークリ哲学を教わった後、ニュー･マーカーの教会で牧師をしていたリードは『人間本性論』を読み、それまで受け入れていた学説を疑問視し始めた。
一方ヒュームが展開した懐疑主義から、既存の道徳や宗教（とりわけスコットランドの伝統宗教である長老派教会）を擁護する試みとして本格的に活動を始め、「常識学派」の形成を準備したのはスコットランドの法律家・著述家であったケイムズ卿ヘンリー・ヒュームである。ケイムズ卿はその著書『道徳と自然宗教の原理』（1751）において、認識論と道徳論の二方面からヒュームの思想を批判した。ケイムズ卿は、認識論においては我々は印象や観念を媒介せずに外的世界を直観できるという立場を強調し、道徳論においては「道徳感覚」の先験性を主張し、後の常識学派の流れを決定付けた。
ケイムズ卿の『道徳と自然宗教の原理』出版と時を同じくする1751年、トマス・リードはアバディーン大学のキングスカレッジに道徳哲学のリージェント（教授）として就任した。リードはケイムズ卿の『原理』から強く影響を受け、出版後ただちにその抜粋を執筆し、その後にケイムズ卿と文通を始めている。また、アバディーン大学ではジャコバイトの乱での教員刷新以来、キングス・カレッジとマーシャル・カレッジという二つのカレッジを中心として（低地地方の大都市に比べれば小規模なものの）啓蒙の苗床となる土台があり、1753年から始まるリージェント制から教授制への大学改革もその啓蒙の傾向に拍車をかけていた。リードも早くから学内の「哲学クラブ」を初めとする研究会に参加し、ヒュームやその批判者ケイムズの検討、及び感覚についての研究を行った。
1758年、リードを含む6名のアバディーン大学の教授らによって、「哲学クラブ」と「神学クラブ」とを前身とする学術団体「アバディーン哲学協会」が設立された。「アバディーン哲学協会」では、当時のスコットランドの諸学術団体（エディンバラ哲学協会、グラスゴー文芸協会等）と同様に、自然科学から人文学まで幅広い議論が展開されていた。この「哲学協会」での発表や討論の結果生まれたジョージ･キャンベルの『奇跡論』（1762）、リードの『常識原理に基づく人間精神の研究（邦題：心の哲学）』（1764）の刊行を以って、「スコットランド常識学派」は世にその姿を現すこととなる。

### 常識学派の受容

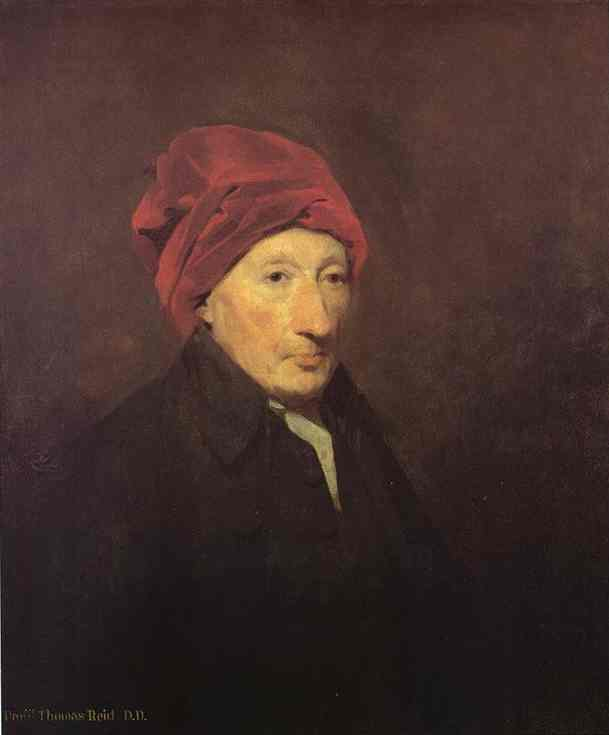
スコットランド常識学派の提唱者、トマス・リード

その後アダム・スミスの後任としてグラスゴー大学に転任したリードはそこを常識学派の第二の拠点とし、『人間の知的能力について』(1785)と『人間精神の能動的能力について』（1788）という著作を相次いで発表した。これらの著作においてリードは近代哲学の懐疑主義的傾向、とりわけバークリーとヒュームの認識論を「哲学を破壊し、真理の可能性そのものを奪うこと」であると批判した。リードは、デカルトに始まる近代哲学が懐疑的傾向を持った原因を、彼らが「観念」を媒介にすることでしか「知識」を獲得できないと主張した点に見出した。そして彼は認識の源泉を観念ではなく、精神の「能力」とその「作用」として、それ以上分析することができない自明の「コモン・センス（常識）の原理」を根拠とする認識論を構築し、精神の解剖学を樹立することを目指した。
リードの提唱した「常識の原理」から出発し、それを主に宗教の領域に適用したのがジェームズ・オズワルドであり、美学の領域に適用したのがジェームズ・ビーティーである。オズワルドとビーティーの活動により、「常識学派」の知名度や名声は高まるものの、リード本来の「疑い得ないコモン・センスに立脚した認識論の構築」という意図から外れ、「懐疑論」への批判と「宗教および既存道徳」の擁護という側面が強調されて一般的に受容されることとなった。ともあれ、オズワルドとビーティーによる「常識学派の拡大」は、この時期のスコットランド思想界を特徴付ける重要な継起となる。
『宗教擁護のための常識への訴え』(1766-72)の著者であるジェームズ・オズワルドは、リードやビーティーとは異なり、スコットランド教会の有力な聖職者であった。彼は議論と推論による「神の存在証明」を求める当時の支配的な立場だった「穏健派」宗教人に対して疑問を呈し、神の存在は「コモン・センスとよばれる人間に独自な知覚・判断能力」によって直感的に把握できると主張した。
『真理の性質と不変性――詭弁と懐疑論への反駁』(1770)の著者であり、アバディーン協会の会員でもあったジェームズ・ビーティーは、リードの主張に基本的には同調しながらも、「現代人の思弁的形而上学ほど唾棄すべきものはない」と述べ、近代哲学の伝統的形而上学を批難した。彼は「コモン・センス」を「漸進的な論証によってではなく、瞬発的で直感的な衝動によって、教育や習慣ではなく、自然に由来する衝動によって、真理を知覚し信念を呼び起こす精神の能力」と定義した。彼によればこの能力は我々の意志と無関係に、全ての人に「共通（コモン）」の「感覚（センス）」である。
一般的にリード、オズワルド、ビーティーの三人を以ってスコットランド常識学派の代表者とされることが多いのは、哲学者・科学者として著名であったイングランドのジョゼフ・プリーストリーによって、彼ら三人への反論、『リード博士の『研究』、ビーティー博士の『論文』、およびオズワルド博士の『訴え』の検討』（1774）が、常識哲学への反論として広く受け入れられたことが大きいだろう。唯物論者でもあったプリーストリーは、ヒュームの懐疑論へ対抗したいという思いは常識学派と共にしていたものの、存在を仮定された「第六の感覚（すなわち常識）」にその基盤を置くことを容認できなかったのである。プリーストリーの批判書はドイツ語やフランス語にも翻訳され、カントもそれを読んだとされている。

### 常識学派の発展と『エディンバラ・レビュー 』

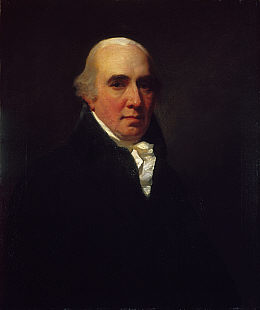
スコットランド常識学派を体系化し、展開させたデュガルド・ステュアート。

プリーストリーへの再反論として、ビーティー、オズワルドの通俗受けした常識哲学から、リード本来の「精神の解剖学」としての「コモン・センス」哲学への回帰の道を示したのが、リードの「正当な後継者」と言われるエディンバラ大学の道徳哲学教授であったデュガルド・ステュアートである。ステュアートはエディンバラ王立協会のリード追悼講演(1802)において、「常識の原理」という言葉がリードの思想を曲解させてきたと指摘し、「常識（コモン・センス）」という語の代わりに「信念の基本法則」という名称を用いることを提案した。彼は「常識」、すなわち「信念の基本法則」を「それがなければこの世の全ての業務がただちに停止することになる、あの人間本性の基本構造」として再定義し、ここから常識哲学は新たな発展を遂げることとなる。
ステュアートは認識論を常識哲学の第一部門として『人間精神哲学の諸要素』（1792）を刊行し、倫理学を第二部門として『人間能動的・道徳的能力の哲学』（1828）を刊行した。残る第三部門（経済学）についての著作は計画されていたものの実現せず、ハミルトンの編集による『講義録』（1855）が残されるのみであった。ステュアートは政治経済学を道徳哲学から切り離し、初めて「新しい学問」として独立した講義を行ったことでも知られている。
エディンバラにおけるステュアートの活動は、多くの弟子を生み出した。また、当時のエディンバラの知的環境の中でも最も注目すべきは、評論誌『エディンバラ・レビュー』(1802-1929)の刊行であった。ステュアートの弟子達の論文がその誌面に載ることも多く、そしてその中でも最も常識学派の流れを継承し、大陸の観念論哲学とも、イングランドの経験論哲学とも異なる「スコットランド常識学派」という流れを受け継いだのはトマス・ブラウンとウィリアム・ハミルトン卿である。
『エディンバラ・レビュー』の初期の論客としてイマヌエル・カントやエラズマス・ダーウィンに対する批判を執筆していたことで知られるトマス・ブラウンは、ステュアートの直接の後任として道徳哲学の教授となった。彼はその著作『人間精神の哲学の講義』(1820)において、ハートリー由来の観念連合心理学をリードの常識哲学に導入し、リードの思想において峻別されていた「感覚」と「知覚」との関係を論じた。ブラウンは若くして亡くなったものの、観念連合心理学の発展に多く貢献したと言われている。
J.S.ミルからの苛烈な批判でも知られるウィリアム・ハミルトン卿は、ステュアートからリードの常識哲学を受け継いだとともに、ブラウンとは逆にカントの批判哲学を積極的に受容するように努めた。ハミルトンは『エディンバラ・レビュー』に掲載されたクーザンの認識論を批判する論文「無制約者の哲学」(1829)において、我々は「制約されたもの」しか認識できないとする相対的認識論を展開した。すなわち、彼によれば「考えることとは条件付けること(To think is to condition)」であり、すべての対象は他との関係を認識することによって知ることが出来る。それ故に、条件づけられない「無限」や「永遠」を認識することは出来ないのである。この論文をきっかけとしてハミルトンはエディンバラ大学に論理学・形而上学の教授としての職を得ることに成功した。ハミルトンは論理学を初めとして多くの業績を残し、彼の著作はスコットランドのみならずイングランド国内でも広く受け入れられ、さらにはフランス・スピリチュアリスムにも広く影響を与えた。ハミルトンはまた、リードの著作やステュアートの遺稿を編纂し、『トマス・リード著作集』全2巻や、『デュガルド・スチュアート全集』全11巻を刊行した。

### 常識学派の影響
スコットランド常識学派はウィリアム・ハミルトン卿を最後として、イギリス観念論、あるいは直観主義に吸収された。例えばハミルトンの弟子で、ヘーゲル研究で知られるジェームス・ハチソン・スターリングは、イングランドのトーマス・ヒル・グリーンやジョン・マクタガード等と並び、イギリス観念論の主要人物の一人として見なされるものの、「スコットランドの」哲学者として見なされることはあまりない。スコットランドのイングランド化が進み、スコットランドで学んだ学者がイングランドで教鞭を執ることも、またその逆も珍しくなくなった。スコットランドの大学が持っていた独自の伝統とともに、常識学派という括りもまた消滅したのである。
しかしながら、「常識学派」は消滅したとはいえ、その思想は様々な姿で受け継がれている。例えば先述のイギリス観念論である。ハミルトンの直系の弟子であるマンセルやスターリングを初めとして、イギリスの哲学者とりわけ直観主義に立つヘンリー・シジウィックやG.E.ムアのような哲学者は、リードやステュアートの伝統を守り、「コモン・センス」を重要視していた。
海峡を渡ったフランスにおいては、メーヌ・ド・ビランやロワイエ＝コラールによってかなり早期からリードやスチュアートの哲学の受容は進んでいた。彼らの影響を強く受けたヴィクトル・クーザンは、常識学派の内観への注目などの観点から思想を展開させ、後に「フランス・スピリチュアリスム」と呼ばれる、アンリ・ベルクソンに至る思想潮流を形成することとなる。またクーザンはハミルトン卿と論争を繰り広げるなど、後期常識学派へも強く影響を与えた点も見過ごすことは出来ない。
大西洋を渡ったアメリカにおいては、常識学派の著作は、その影響を強く受けたジェームズ・マコッシュらにより長老派系の大学（例えばプリンストン大学）の教養科目として幅広く利用され、後にチャールズ・パースによって「批判的常識主義」として新たな展開を迎えることになる。
このように、常識学派とは「真剣な哲学の試みであるとは言えない」どころではなく、現代思想の源流の一つとして重要な位置づけをなされるべき思想なのである。

## 主要人物とその主要著作
ケイムズ卿ヘンリー・ヒューム（en:Henry Home, Lord Kames, 1696年 – 1782年12月27日)
- 1751. 『道徳と自然宗教の原理』Essays on the Principles of Morality and Natural Religion.

- 田中秀夫・増田みどり訳『道徳と自然宗教の原理』（京都大学学術出版会「近代社会思想コレクション」、2016年）

トマス・リード（en:Thomas Reid, 1710年4月26日 - 1796年10月7日）
- 1764. 『常識原理に基づく人間精神の研究』An Inquiry into the Human Mind on the Principles of Common Sense.

- 朝広謙次郎訳『心の哲学』（知泉書館、2004年）

- 1785. 『人間の知的能力について』Essays on the Intellectual Powers of Man.
- 1788. 『人間精神の能動的能力について』Essays on the Active Powers of the Human Mind.

ジョージ・キャンベル（George Campbell, 1719年12月25日 – 1796年4月6日）
- 1762. 『奇跡論』 A Dissertation on Miracles.
- 1776. 『修辞の哲学』The Philosophy of Rhetoric. 

ジェームズ・ビーティー（James Beattie, 1735年10月25日, — 1803年8月18日）
- 1770. 『真理の性質と不変性――詭弁と懐疑論への反駁』Essay on the Nature and Immutability of Truth.

ジェームズ・オズワルド（James Oswald,1703年 – 1793年)
- 1766. 『宗教擁護のための常識への訴え』An Appeal to Common Sense in Behalf of Religion.

デュガルド・ステュアート（en:Dugald Stewart,1753年11月22日 - 1828年6月11日）
- 1792. 『人間精神哲学の諸要素』Elements of the Philosophy of the Human Mind.
- 1828. 『人間の能動的・道徳的能力の哲学』The Philosophy of the Active and Moral Powers of Man.
- 1855. 『政治経済学講義』Lectures on Political Economy.

ジェームズ・マッキントッシュ（Sir James Mackintosh, 1765年10月24日 – 1832年5月30日)
- 1791. 『ガリアの擁護』Vindiciæ Gallicæ: A Defence of the French Revolution and its English admirers against the accusations of the Right Hon. Edmund Burke, including some strictures on the late production of Mons de Calonne.
- 1830. 『倫理哲学の発達について』Dissertation on the Progress of Ethical Philosophy.

トマス・ブラウン（Thomas Brown (1778年1月9日 – 1820年4月2日)
- 1820. 『人間精神哲学の講義』Lectures on the Philosophy of the Human Mind.

ウィリアム・ハミルトン（Sir William Hamilton, 1788年3月8日 – 1856年5月6日）
- 1829. 「無制約者の哲学」Philosophy of the Unconditioned.

次の論文集に所収。1852.『哲学と文学、教育と大学改革について』Discussions on Philosophy and Literature, Education and University Reform.
ジェームズ・F・フェリアー（en:James Frederick Ferrier (1808年6月16日 – 1864年6月11日)
- 1856. 『形而上学原理：知と存在の理論』Institutes of Metaphysic: the Theory of Knowing and Being.

ジェームス・ハチソン・スターリング（James Hutchison Stirling, 1820年1月22日 - 1909年3月19日）
- 1865. 『ヘーゲルの秘密』The Secret of Hegel: Being the Hegelian System in Origin Principle, Form and Matter

## 日本語文献
- 篠原久著『アダム・スミスと常識哲学―スコットランド啓蒙思想の研究』（有斐閣、1986年）
- 田中秀夫著『スコットランド啓蒙思想史研究―文明社会と国制』（名古屋大学出版会、1991年）
- 長尾伸一著『トマス・リード―実在論・幾何学・ユートピア』（名古屋大学出版会、2004年）
- T.リード著, 朝広謙次郎訳『心の哲学』（知泉書館、2004年）
- S.コリーニ他著, 永井義雄他訳 『かの高貴なる政治の科学―19世紀知性史研究』(ミネルヴァ書房、2005年)
- 日本イギリス哲学会編『イギリス哲学・思想事典』（研究社、2007年）